# عشرة إخوة
عشرة إخوة (بالصينية :十兄弟) هي الأسطورة الصينية المعروف عنها أنها مكتوبة في وقت قريب من بناء سور الصين العظيم، على الأرجح خلال أسرة مينج (1368 إلى 1644). وقد رويت القصة بروايات متعددة وما زالت لها شعبية على اعتبارها واحدة من أقدم الأساطير الصينية التي تصور شخصية بصورة بطولية.

## القصة
تقول النسخة الأحدث من القصة أن زوجاً ابتلعا عشرة لآلئ فأنجبوا عشرة أخوة. كل من هذه الأخوة العشر كان لديه قوة خارقة وقام بتطوير قوته مع تقدم القصة. في النهاية حارب الأخوة الأعداء ولم يستطيعوا الانتصار إلا عندما عملوا متحدين. إلا أنه إذا لمس الأخوة العشرة الحجر الكلسي فإن قواهم ستخور وتذهب.

## الشخصيات
- الأخ الأول (الأكبر): يستطيع الرؤية لمسافات بعيدة بنظره الثاقب
- الأخ الثاني: يستطيع أن يسمع الأصوات من مسافة بعيدة جداً
- الأخ الثالث: لديه قوة عضلية خارقة
- الأخ الرابع: له القدرة على التمدد والاختفاء
- الأخ الخامس: لديه القدرة على الطيران
- الأخ السادس: له ذكاء حاد
- الأخ السابع: من الممكن أن يطول جسمه بشكل كبير
- الأخ الثامن: بإمكانه التنقل تحت الأرض
- الأخ التاسع: له فم كبير بإمكانه ابتلاع الرياح والصراخ عالياً
- الأخ العاشر (الأصغر): بإمكانه البكاء، ومعالجة أي مرض إذا بكى على المريض.

## الأعمال التلفزيونية
تم عمل أعمال لاتحصى من الأفلام والمسلسلات التلفزيونية الآسيوية من هذه القصة وعلى الأخص في الصين وهونغ كونغ.
- عشرة أخوة - فيلم 1959
- عشرة أخوة مقابل وحش البحار (十兄弟怒海除魔) - فبلم 1960
- عشرة أخوة مسلسل تلفزيوني في أوائل الثمانينات
- عشرة أخوة - فيلم 1995
- عشرة أخوة مسلسل تلفزيوني في عام 2005
- عشرة أخوة مسلسل تلفزيوني في عام 2007

## وصلات خارجية
- عشرة أخوة على موقع IMDb (الإنجليزية)
- عشرة أخوة على موقع فيلمافينيتي (الإسبانية)

- عشرة أخوة في مكتبة thinkquest نسخة محفوظة 2 مارس 2007 على موقع واي باك مشين.